# Eschede
Eschede is een gemeente in de Duitse deelstaat Nedersaksen. De gemeente behoort bestuurlijk tot de Landkreis Celle en ligt tussen de steden Celle en Uelzen aan de rand van het natuurpark Südheide.

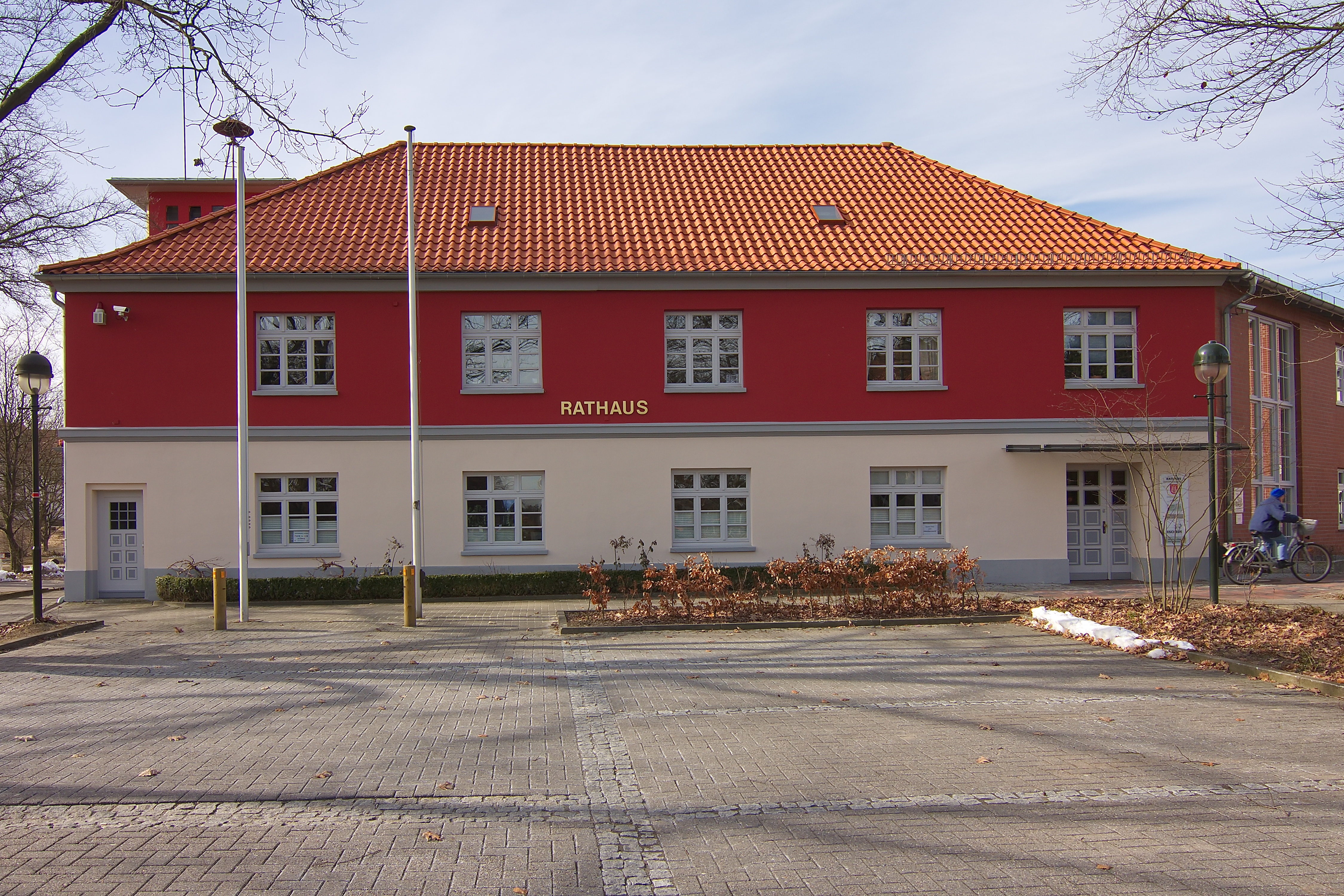
Het Rathaus van Eschede
Ligging van Eschede en haar vier Ortsteile

## Indeling van de gemeente
- Eschede (hoofdplaats en zetel van het gemeentebestuur; 3.579), met de onderhorige dorpen en gehuchten:
  - Dalle; het gehucht heeft minder dan 150 inwoners.
  - Rebberlah, ten westen van de spoorlijn
  - Weyhausen, 12 km ten NO van Eschede, aan de B 191
- Habighorst (729)
- Höfer, vier kilometer ten zuiden van Eschede (876). Tot Höfer behoren de onderhorige dorpen en gehuchten:
  - Ohe
  - Aschenberg
- Scharnhorst  (608) met de onderhorige dorpen en gehuchten:
  - Marwede
  - Endeholz
  - Kragen

Tussen haakjes het aantal inwoners per Ortsteil volgens de gemeentewebsite. Totaal gehele gemeente: 5.788. Peildatum: 24 september 2019. De vet gedrukte dorpen zijn de belangrijkste in de gemeente.
Buiten de bestuurlijke vernieuwing is de nieuwe gemeente Eschede vrijwel identiek aan de voormalige Samtgemeinde (zie hierna). Eschede is gelegen in een van de dunst bevolkte gebieden in het westen van Duitsland en heeft een oppervlakte van 195,9 km², waarvan ruim twee-derde natuurgebied is. Op 31 december 2012 telde de -toen nog- Samtgemeinde Eschede  6090 inwoners.

## Ligging, verkeer, vervoer

### Naburige gemeentes
- Celle (met name stadsdeel Garßen): Celle zelf ligt 17 km ten zuidwesten van Eschede, Garßen 4 km dichterbij
- Samtgemeinde Lachendorf, 10–12 km zuidwaarts
- Unterlüß, hemelsbreed 12 km, over de weg 18 km noordoostwaarts
- Hermannsburg, 18 km noordwestwaarts
- Eldingen, 10 km zuidoostwaarts, en het 5 km oostelijker gelegen Steinhorst, Samtgemeinde Hankensbüttel

### Wegverbindingen
- De Bundesstraße 191 vanuit Celle noordoostwaarts naar Uelzen is de enige grote doorgaande weg. In de directe omgeving van Eschede lopen geen autosnelwegen.

### Openbaar vervoer
Aan de spoorlijn Lehrte - Cuxhaven heeft Eschede een station. Stoptreinen van en naar Celle, Hannover, Lüneburg en Hamburg stoppen er.
De gemeente participeert organisatorisch in een door vrijwilligers gerunde buurtbusdienst  Eschede- Garßen, gem. Celle - Lachendorf, gem. Samtgemeinde Lachendorf - Eschede.

## Geschiedenis
De plaats Eschede werd voor het eerst in 1227 in een akte genoemd.
Rond 1655 liet Christiaan Lodewijk van Brunswijk-Lüneburg in het thans nauwelijks 100 inwoners tellende gehucht Weyhausen een jachtslot bouwen. Zijn opvolgers, George Willem van Brunswijk-Lüneburg en George I van Groot-Brittannië, die ook hertog van Brunswijk-Lüneburg was, en zijn maîtresse Melusine von der Schulenburg hebben er voor o.a. jachtvermaak verbleven. In 1707 bestond het complex uit 14 gebouwen, waaronder een aparte stal voor de jachthonden. Nadat Celle had opgehouden, de hertogelijke residentie te zijn, geraakte het jachtslot buiten gebruik en in verval. Aan het einde van de 18e eeuw werden alle gebouwen gesloopt; de stenen werden hergebruikt voor diverse nieuwbouwprojecten. In 1840 werd ter plaatse een herenboerderij, Grauen-Hof, gebouwd. Daar het Duitse woord  Grauen ook gruwel betekent, werd deze al spoedig omgedoopt in Michaelishof. Het gebouw werd daarna het verpleeghuis voor personen met verslavingsproblemen Haus in der Heide.
Op 3 juni 1998 ontspoorde op de spoorlijn Lehrte - Cuxhaven in de buurt van het station Eschede een ICE-trein, waarbij de brug over de Rebberlaher Straße instortte. Bij de treinramp bij Eschede kwamen 101 mensen om het leven.
In 2013 werd ter herinnering aan de ramp, dicht bij de plaats van het ongeluk een boomgaard met 101 sierkersenbomen geplant, voor ieder dodelijk slachtoffer één boom. Tussen deze bomen is een gedenkstèle opgericht.

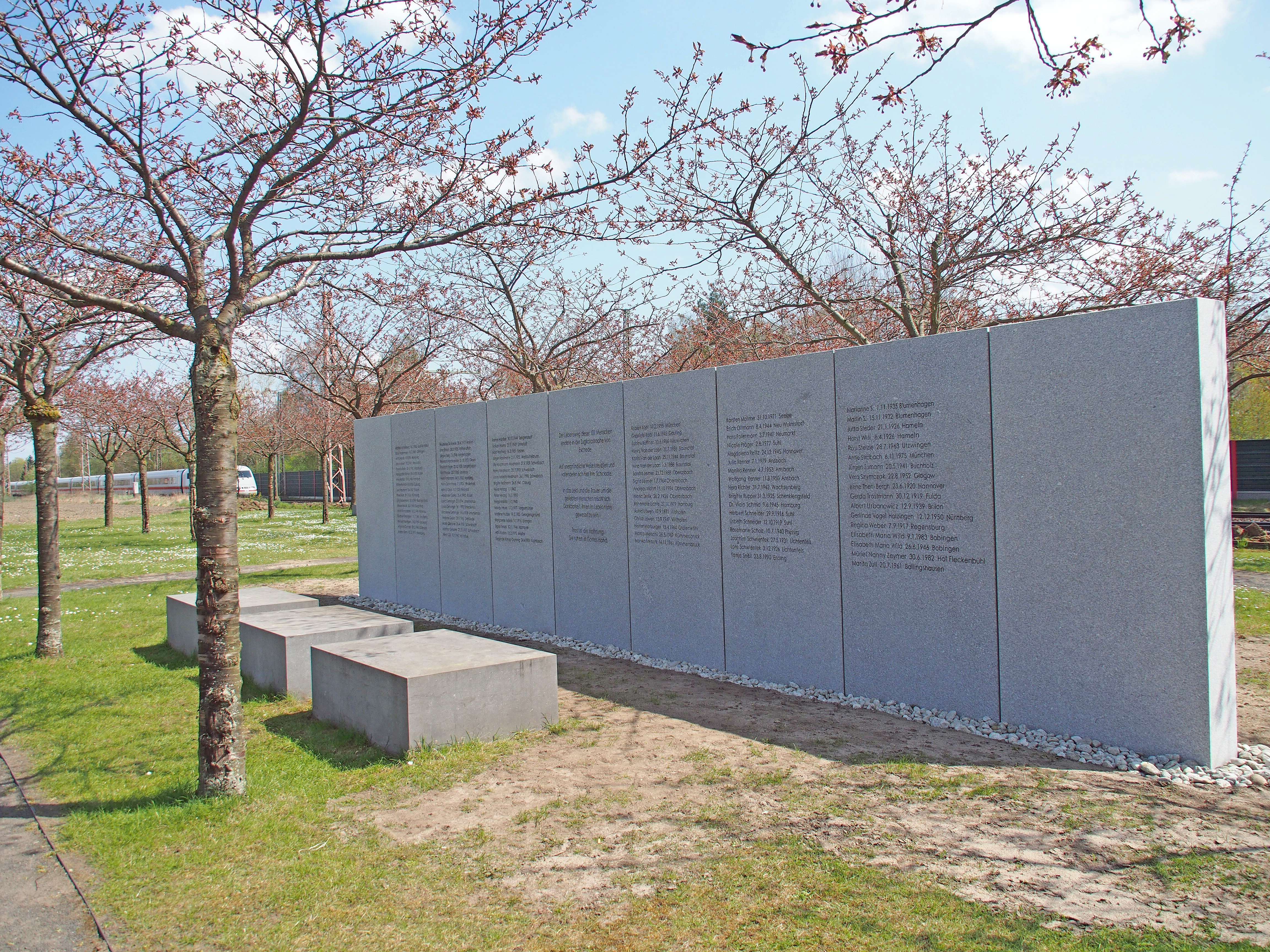
Gedenkstèle treinramp

Eschede was tot 2014 de hoofdplaats van de Samtgemeinde Eschede, een samenwerkingsverband tussen de gemeenten Eschede, Habighorst, Höfer en Scharnhorst. Deze voerde hetzelfde wapen als de huidige Einheitsgemeinde. Op 1 januari 2014 fuseerden de deelnemende gemeenten tot de huidige Einheitsgemeinde Eschede. Hiermee is de Samtgemeinde komen te vervallen.

### Habighorst
Habighorst werd voor het eerst in 1291 onder de naam Havichhorst in een document vermeld.
Het dorp ontstond in de middeleeuwen  rondom een kasteel, dat door de ridders van Habighorst werd bewoond. In 1702 werd Georg Ernest von Melvill, een telg uit een belangrijke adellijke familie met Schotse roots, met de ridderzate beleend. Hij was de beroemdste bewoner van het kasteel, waarvan alleen een boerderij is overgebleven.
In 1916 begon men bij Habighorst met het delven van kalizout uit de kalimijn Fallersleben. Na acht jaar werd deze gesloten. De schacht fungeerde vanaf dat jaar als ventilatieschacht voor de naburige kalimijn Mariaglück.
De woonwijk Habighorster Höhe werd gebouwd, toen in de jaren 1950 mijnwerkersgezinnen en  enkele honderden Heimatvertriebene moesten worden gehuisvest. Hierdoor groeide het dorp van 400 naar 800 inwoners.

### Höfer
Höfer werd van 1911 tot 1969 gekenmerkt door de kalimijn Mariaglück. In haar topjaar 1952 werkten er 419 mijnwerkers en andere personeelsleden. Uit de mijn is in totaal 13,2 miljoen ton kalizout en steenzout gedolven. Door de mijnbouw ontstond een holte onder de grond met een omvang van 5,5 miljoen m³.  Deze holte werd in de Tweede Wereldoorlog gebruikt om de inhoud van een aantal bibliotheken en archieven veilig voor luchtbombardementen op te slaan.
Na het sluiten van de mijn is overwogen, de ontstane holte te vullen met radioactief afval. Dit plan werd om verschillende redenen niet uitgevoerd. In 2001 werd door de exploitante van de mijn, K+S AG, begonnen, de holte te laten vollopen met water. In 2008 kwam aan het licht, dat men licht radio-actieve stoffen uit het kernafvaldepot Asse en sterke logen, basische afvalstoffen uit vuilverbrandingsinstallaties, in het gat had gedumpt. In 2009 verbood een rechter bij kort geding de K+S AG deze dumpingen voort te zetten. Milieu-activisten uit de omgeving hebben in ieder geval tot 2016 in het openbaar twijfels daaraan geuit, of men zich daarna aan deze rechterlijke uitspraak heeft gehouden.

### Scharnhorst
Scharnhorst is tot ver in de 19e eeuw een plattelandsgemeente van arme boerendorpen en -gehuchten geweest. De watermolen van Marwede bestond reeds in 1438. In 1820 werd Scharnhorst door brand bijna geheel verwoest.

## Bezienswaardigheden, natuurschoon
- De uit 1713 daterende evangelisch-lutherse Johanneskerk (Johanniskirche) te Eschede met na brand herbouwde houten toren
- De windmolen Flohrmühle uit 1874
- De gemeente ligt aan de rand van de Lüneburger Heide die beroemd is vanwege het natuurschoon en de wandel- en fietsmogelijkheden.
- In de omgeving van de spoorlijn liggen zowel ten noordoosten als ten zuidwesten van het station gebieden met enkele, vaak door bos omringde, voormalige visvijvers, waar men fraaie wandelingen langs kan maken.
- Verspreid door de gehele gemeente staan een aantal monumentale en soms schilderachtige oude vakwerkboerderijen.

## Afbeeldingen

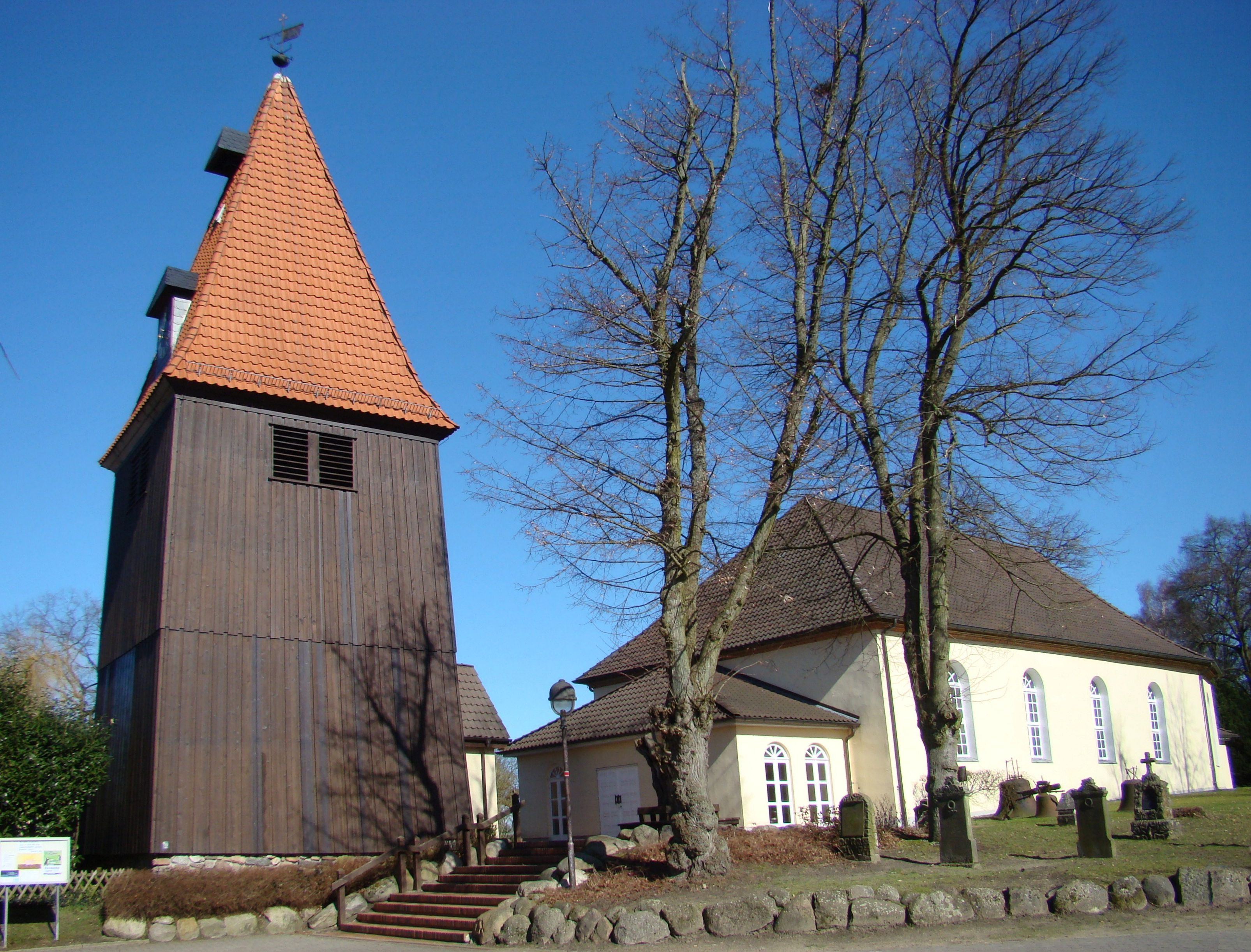
Johanneskerk, Eschede
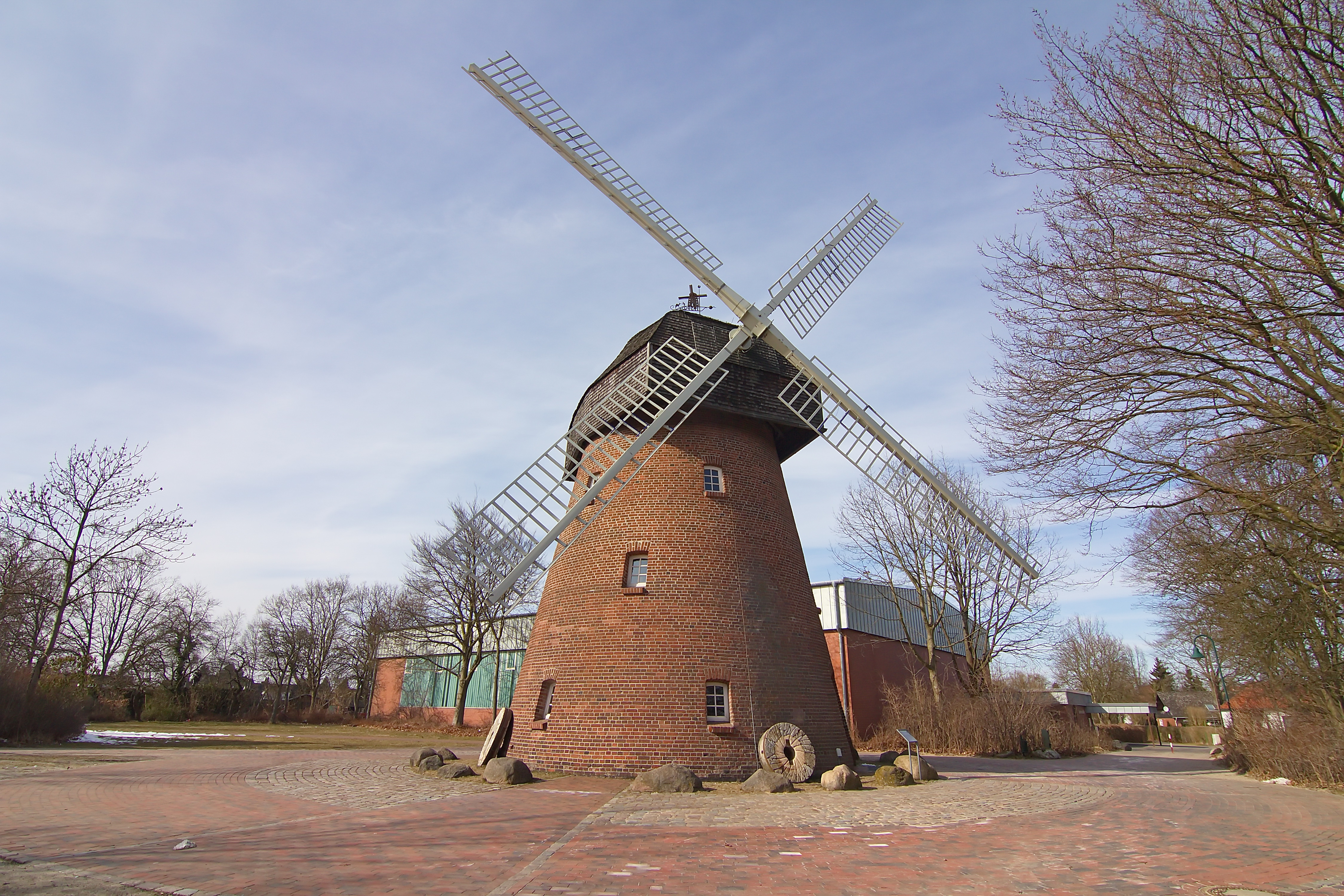
Flohrmühle
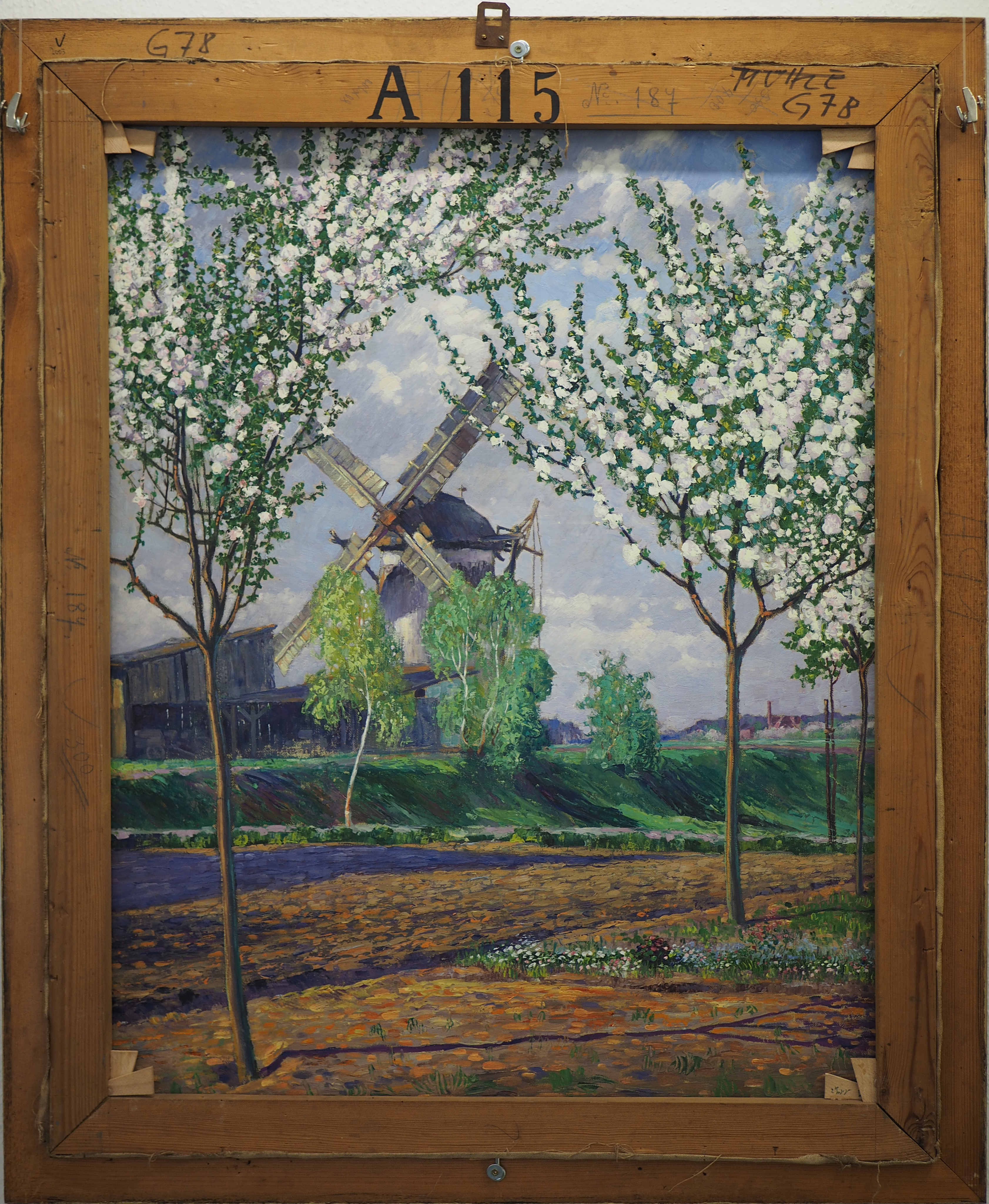
Dezelfde molen, in 1916 geschilderd door Albert König
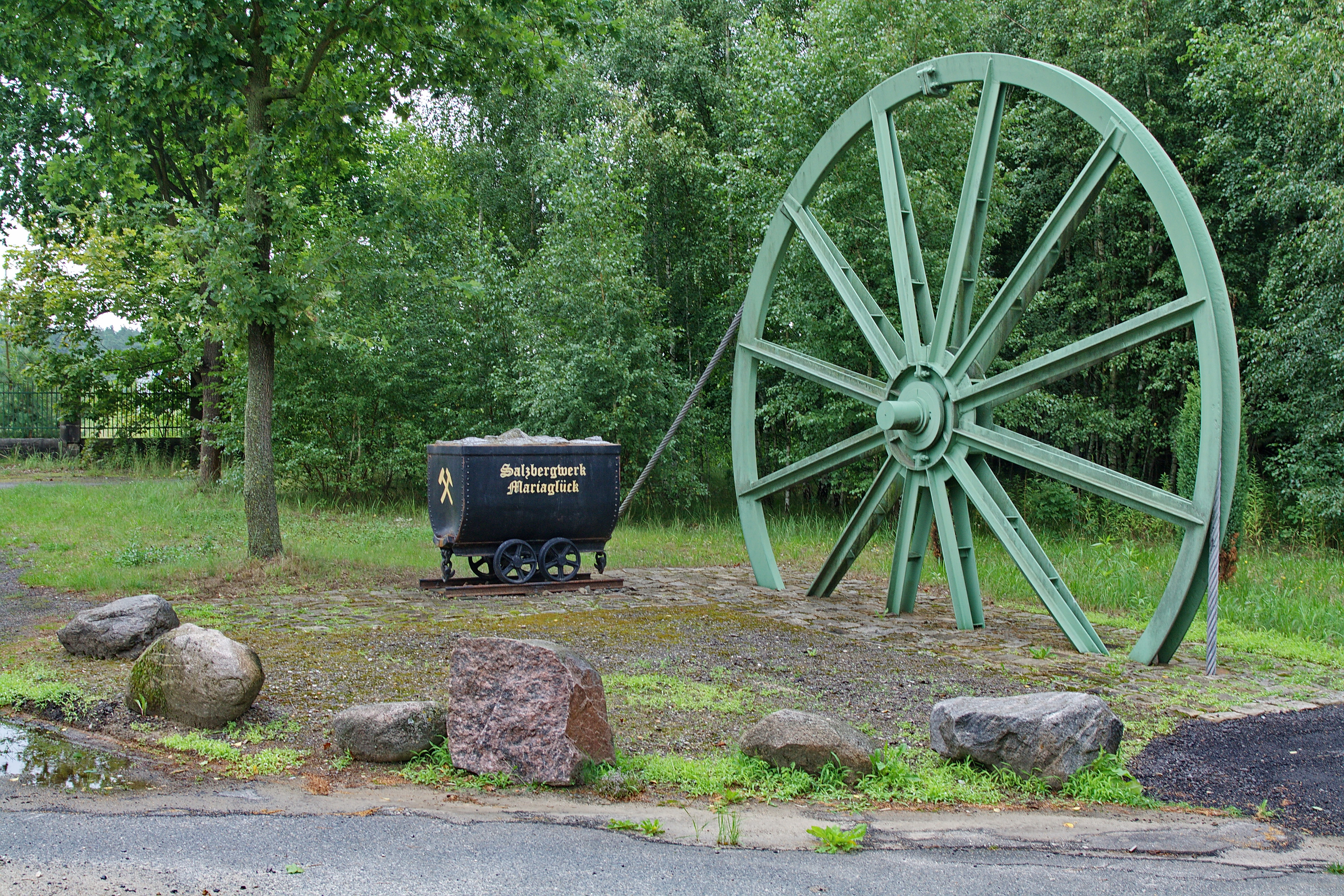
Monument kalimijn Maria Glück, Höfer
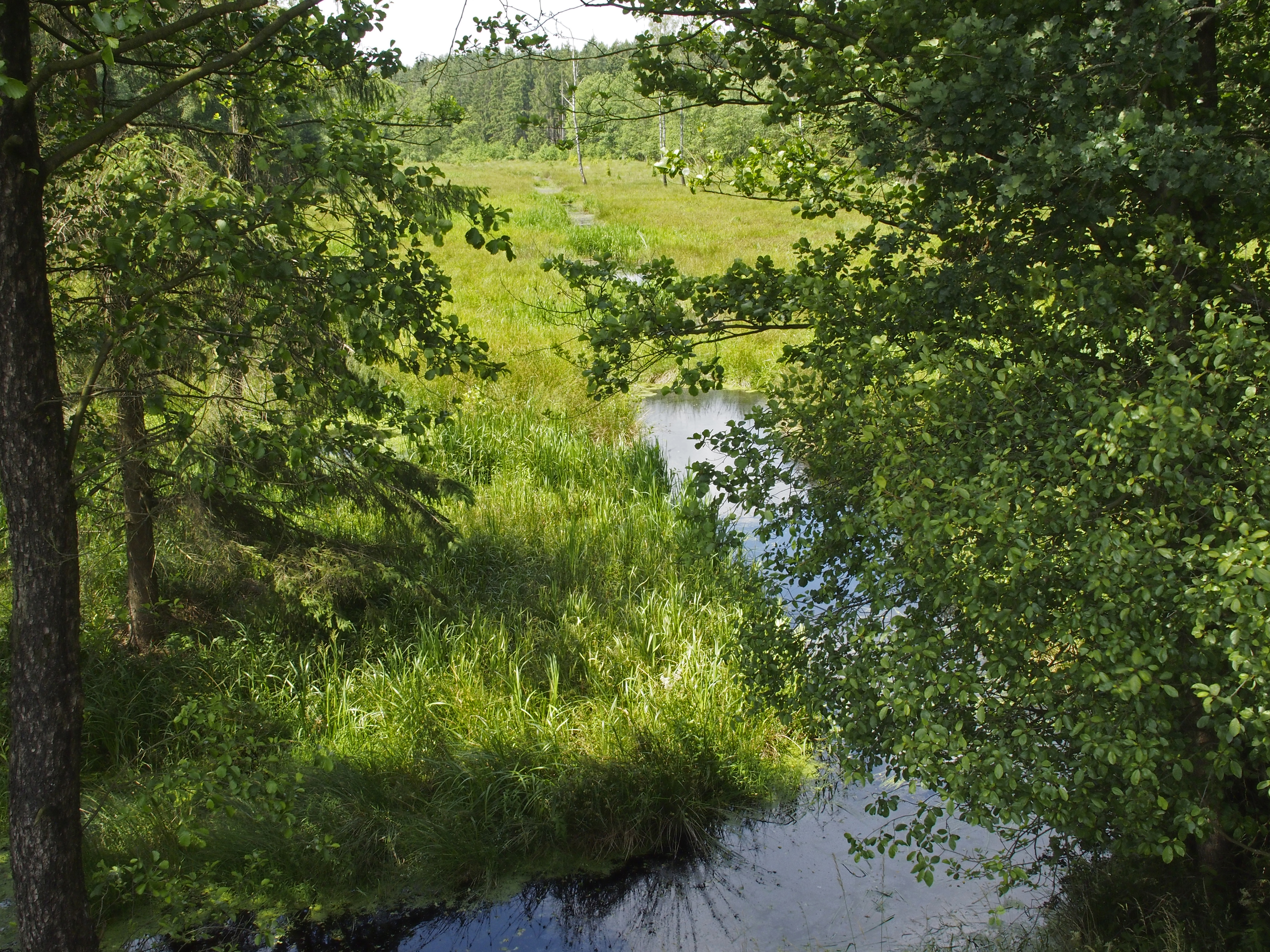
Bron van de heidebeek Lutter bij Weyhausen
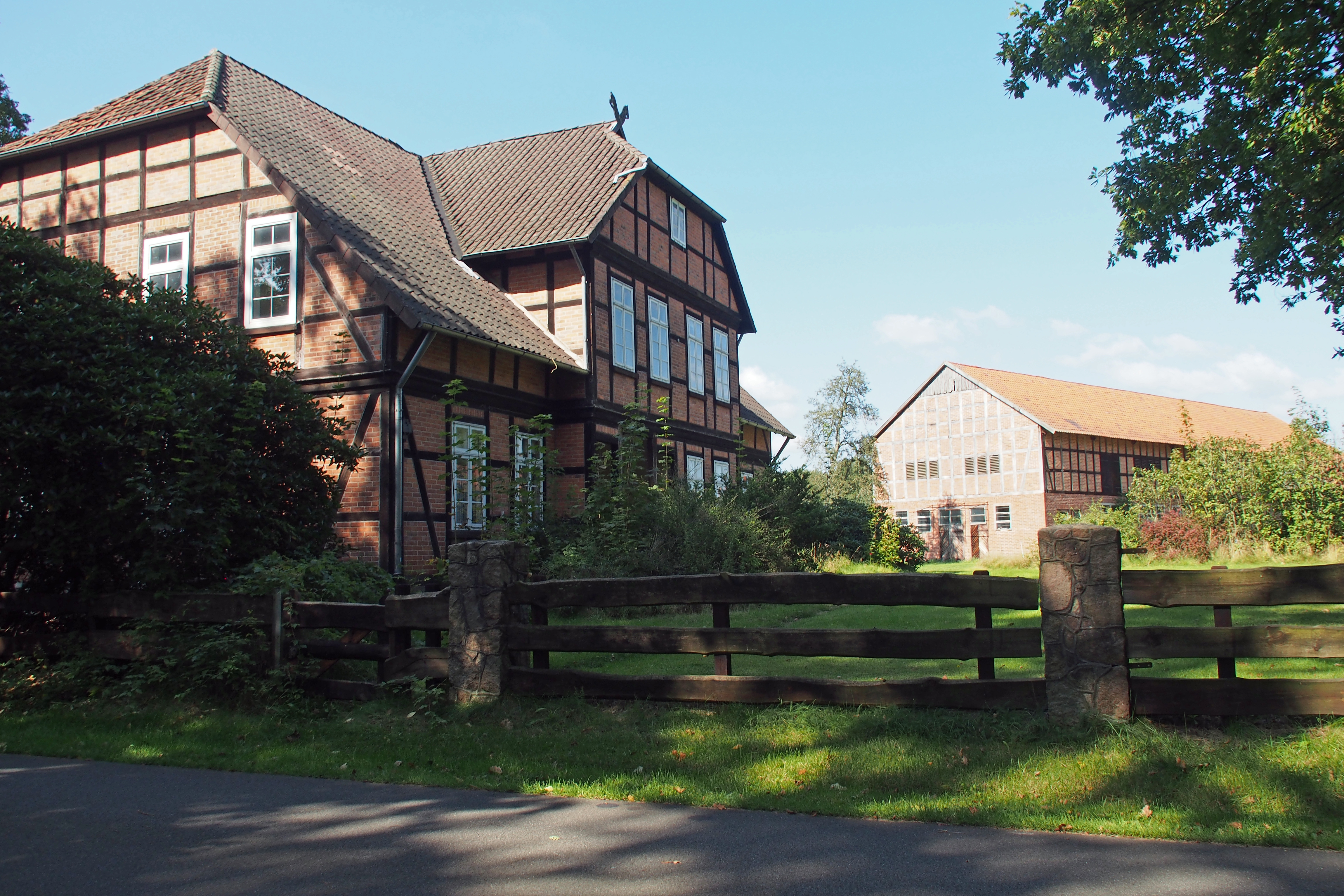
Monumentale boerderij te Dalle
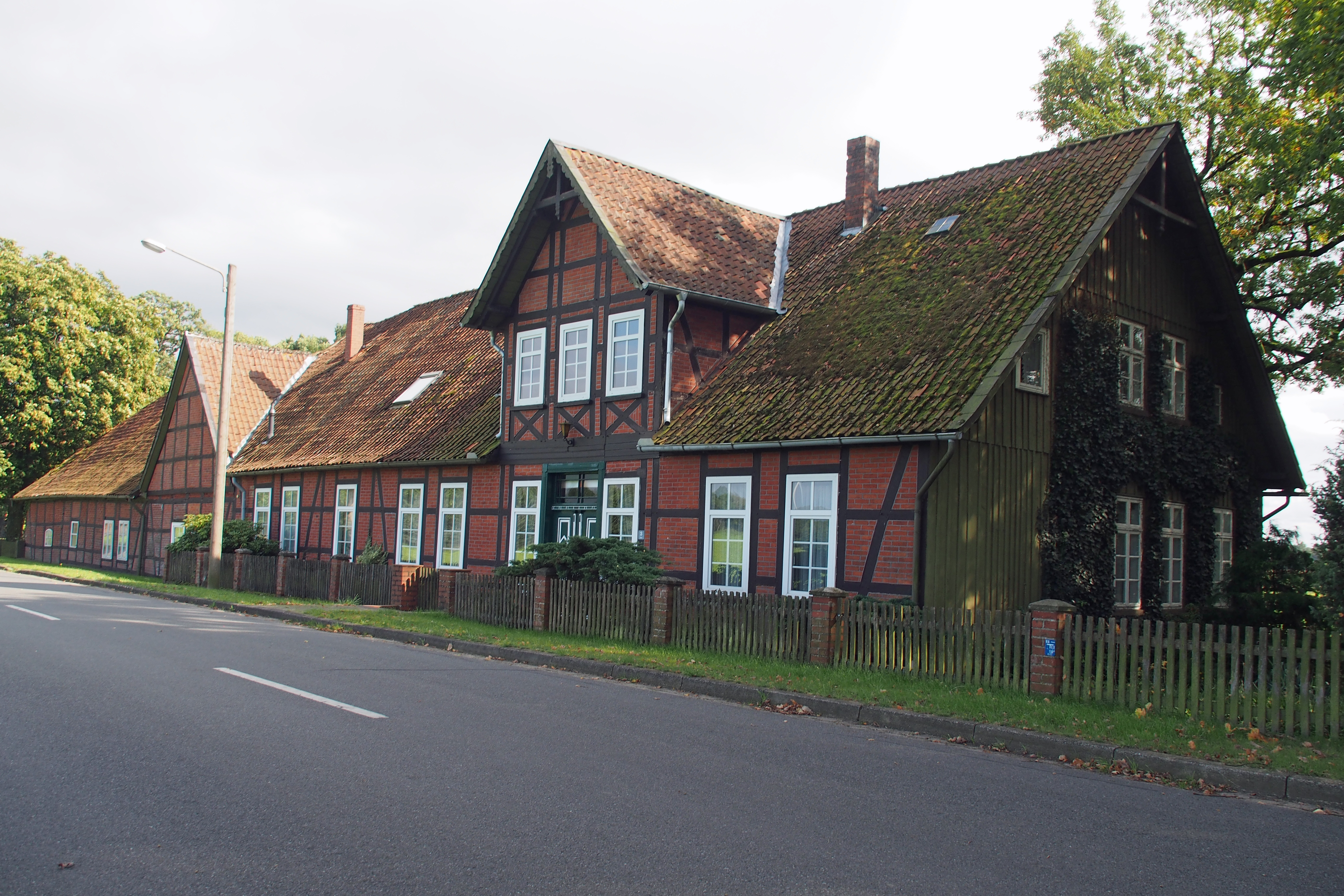
Boerderij te Kragen (Ortsteil Scharnhorst)
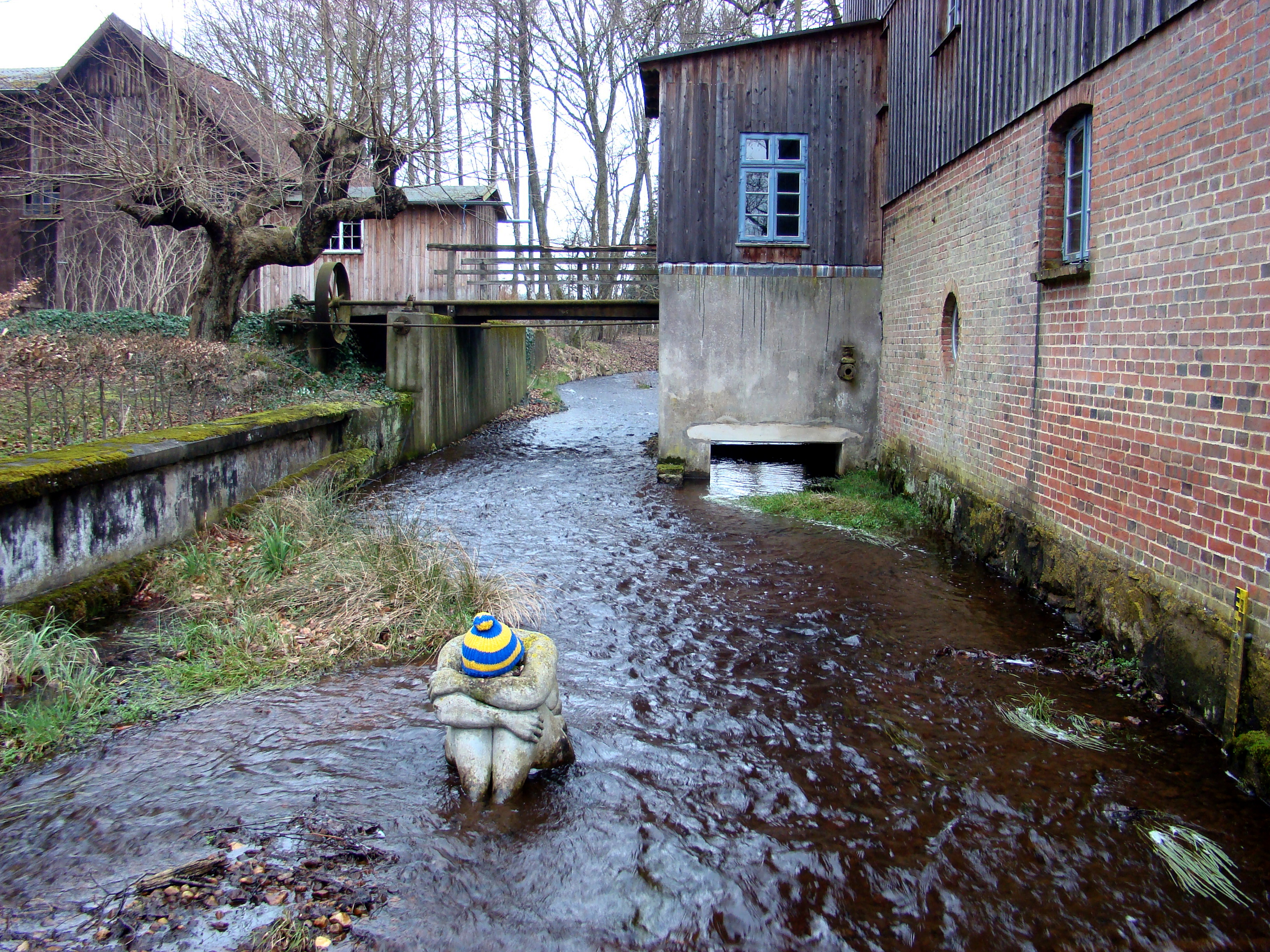
Voormalige watermolen op de Lutter bij Marwede onder Scharnhorst; in de beek een modern beeldhouwwerk Die Heide aus Lüneburg
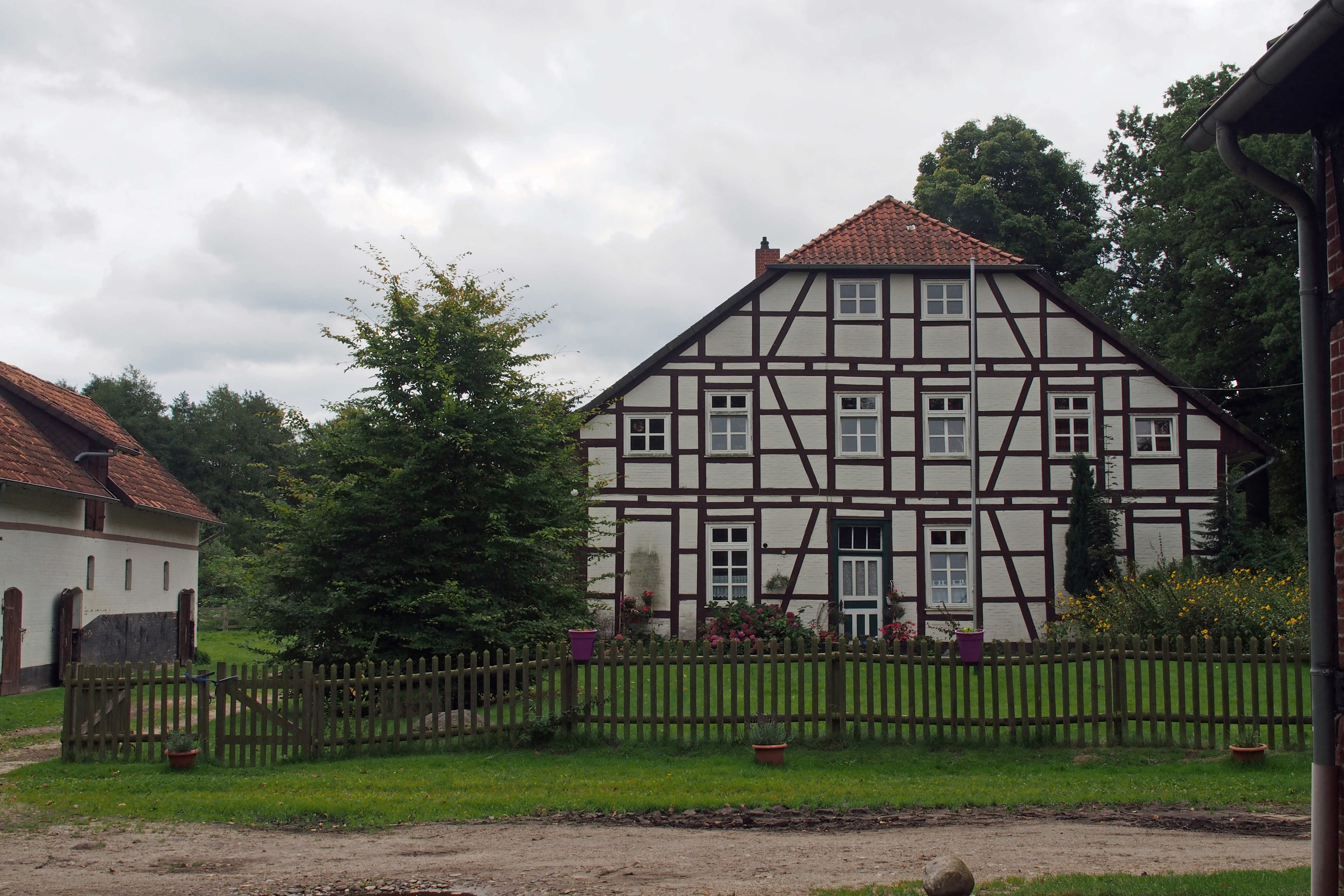
Boerderij, restant van Rittergut Habighorst (1673)
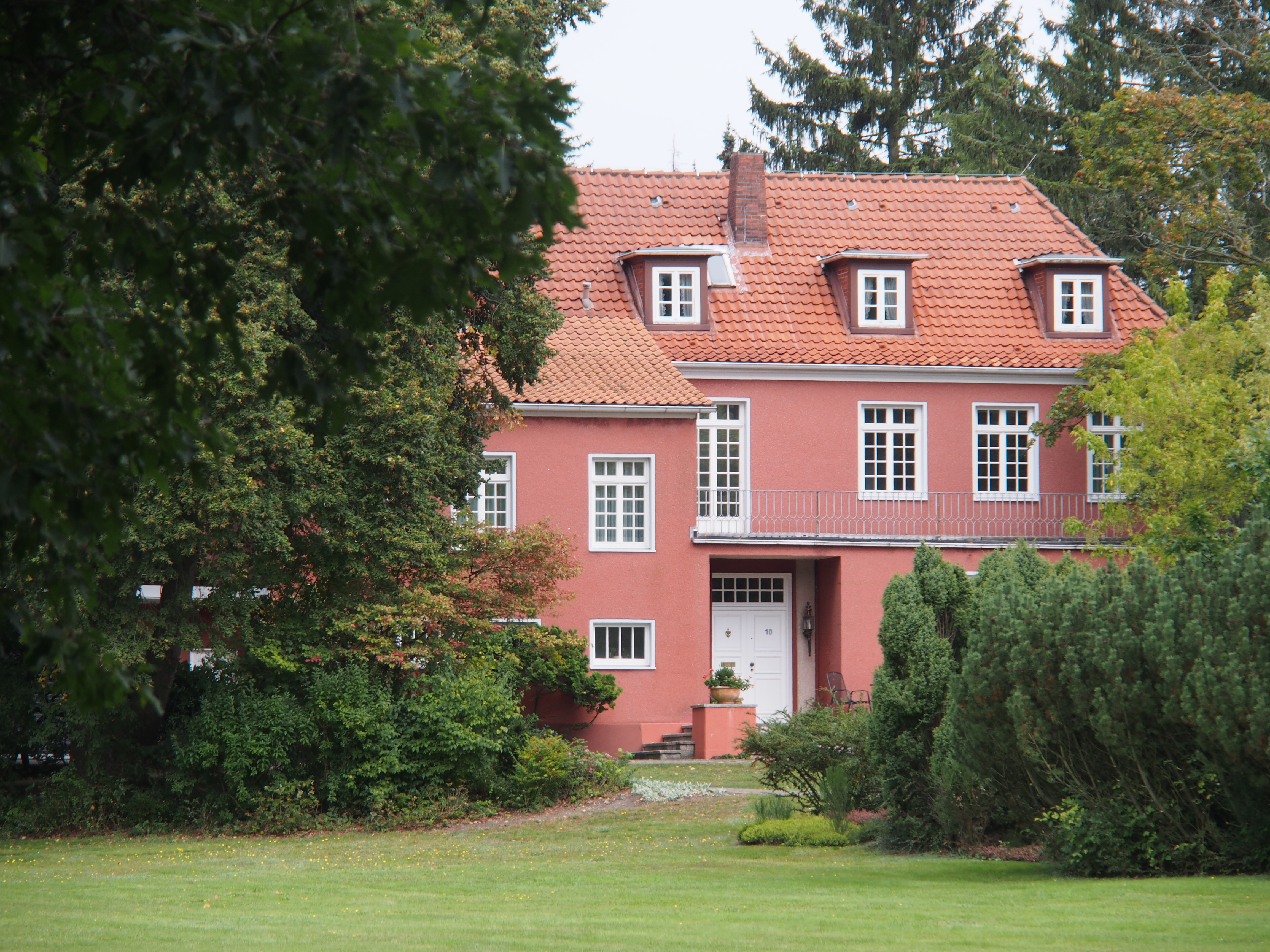
Herenhuis Burghorn bij Habighorst, waar August von Mackensen overleed
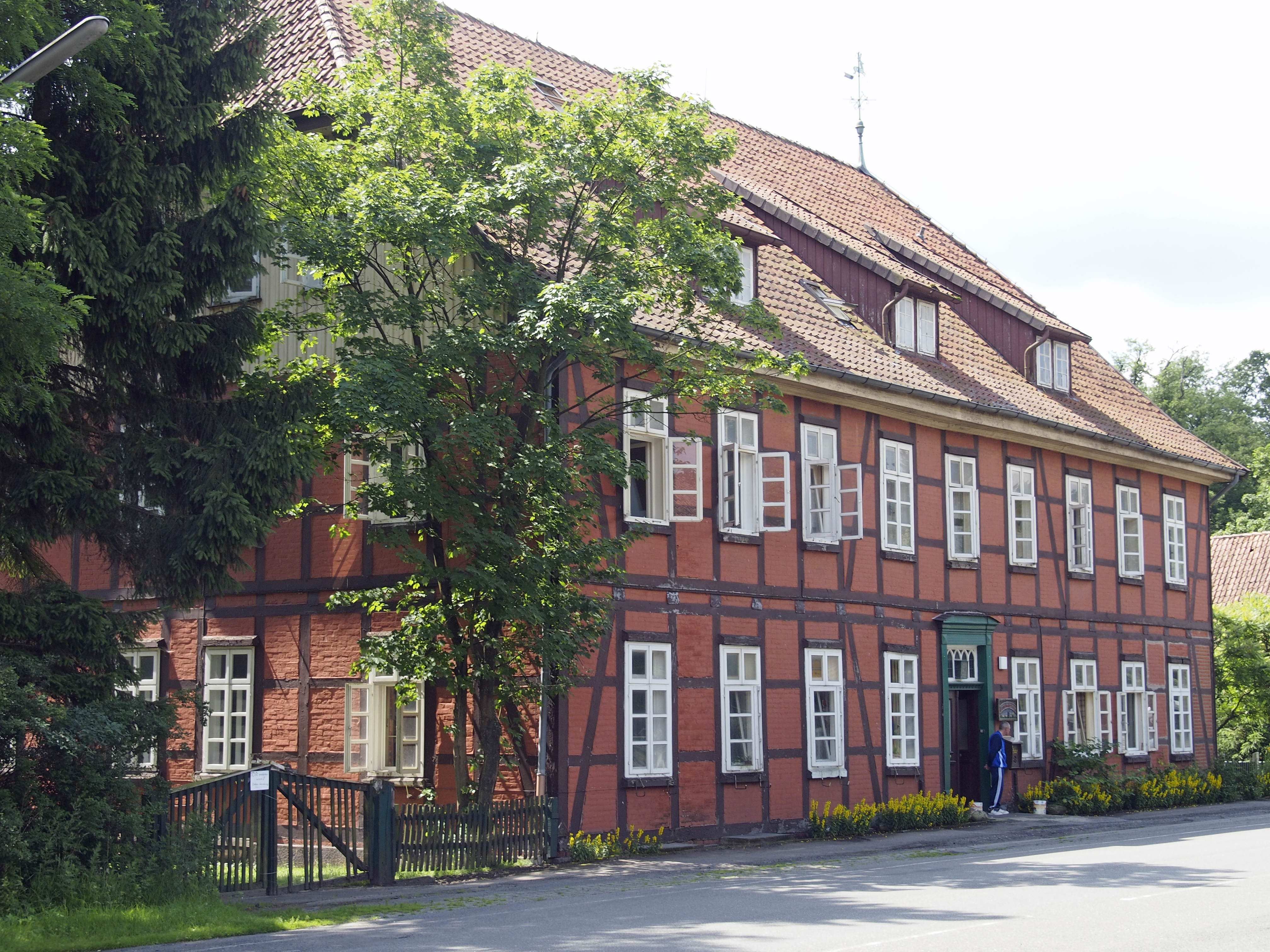
Verpleeghuis Haus in der Heide (1840)

## Belangrijke personen in relatie tot de gemeente

### Geboren
- Albert König (* 22 maart 1881 in Eschede; † 5 februari 1944 in Unterlüß), productief en in verschillende stijlen werkend Duits schilder

### Overleden
- August von Mackensen (6 december 1849 - 8 november 1945 te Habighorst), militair bevelhebber

## Partnergemeentes
- Barneville-Carteret, Frankrijk
- Lubowo, Polen

- Gemeinsame Normdatei: 4015512-2
- MusicBrainz: f821b540-0a0d-4b14-a0a7-733ec46e99ea
- Virtual International Authority File: 238334484
- WorldCat: E39PCjv7rgj3mYGg7THvFwwHYd

Adelheidsdorf ·
Ahnsbeck ·
Beedenbostel ·
Bergen ·
Bröckel ·
Celle ·
Eicklingen ·
Eldingen ·
Eschede ·
Faßberg ·
Hambühren ·
Hohne ·
Lachendorf ·
Langlingen ·
Lohheide (gemeentevrij gebied) ·
Nienhagen ·
Südheide ·
Wathlingen ·
Wienhausen ·
Wietze ·
Winsen (Aller)